# Camillo Ciano
Camillo Ciano (Marcianise, Provincia de Caserta, Italia, 22 de febrero de 1990) es un futbolista italiano. Juega de delantero y su club actual es el Benevento de la Serie B de Italia.

## Trayectoria
Creció en la Primavera del Napoli. En 2009 fue cedido a préstamo al Lecco en la tercera división italiana, donde jugó 31 partidos marcando 8 goles. El año siguiente fue cedido al Cavese, también militando en la tercera división (30 partidos y 9 goles), y en 2011 al Crotone, club de la Serie B: aquí anotó 7 goles en 28 partidos. En el verano de 2012 el Napoli renovó la cesión de Ciano al conjunto calabrés. El 15 de julio de 2013 fue cedido a préstamo al Padova y el 14 de enero de 2014 al Avellino. El 1 de septiembre del mismo año fue contratado por el Parma, que lo cedió a préstamo al Crotone. El 6 de julio de 2015, tras quedar libre por la quiebra del Parma, fichó por el Cesena de la Serie B.

## Selección nacional
Ha sido internacional con las categorías inferiores de la Selección italiana.

## Clubes
| Club                         | País   | Año       |
| ---------------------------- | ------ | --------- |
| Calcio Lecco 1912 (cedido)   | Italia | 2009-2010 |
| S. S. Cavese 1919 (cedido)   | Italia | 2010-2011 |
| F. C. Crotone (cedido)       | Italia | 2011-2013 |
| Calcio Padova (cedido)       | Italia | 2013-2014 |
| A. S. Avellino 1912 (cedido) | Italia | 2014      |
| F. C. Crotone (cedido)       | Italia | 2014-2015 |
| A. C. Cesena                 | Italia | 2015-2017 |
| Frosinone                    | Italia | 2017-2022 |
| Benevento                    | Italia | 2022-Act. |